# 들불야학
들불야학은 박기순, 윤상원을 중심으로 1978년부터 1981년까지 전남 광주시에서 노동자들에게 지식과 노동의식을 가르친 야학이다.